# داوود بن عجب شاه
سيدنا داود بن مولاي عجب شاه برهان الدين (توفي في 27 ربيع الآخر 999 هـ / 1591 م) في أحمد آباد، في غوجارات، بالهند كان الداعي المطلق السادس والعشرون من فرع البهرة الداودية من الإسلام المستعلي . خلف الداعي سيدنا جلال شمس الدين بن حسن الخامس والعشرون في هذا المنصب الديني.

## الحياة
وُلِد سيدنا داود في عام 1523م. بعد حصوله على التعليم الابتدائي في أحمد آباد، سافر إلى اليمن لمزيد من التعليم والدراسات تحت إشراف سيدنا يوسف نجم الدين الأول.
عند عودته إلى أحمد آباد، خدم تحت قيادة سيدنا جلال شمس الدين بن حسن. وفي عام 1574 م، تحت وطأة الاضطهاد من محمد بن طاهر نهروالي والحاكم المحلي مير جهان، غادر سيدنا جلال أحمد آباد إلى فادودارا. وفي عام 1583، انتقل إلى كابادفانج وبقي هناك لمدة 3 أشهر.
وفي عهده، اُستعيدَت بعض القلاع المفقودة في اليمن. وقد حُددت مواقع دفن الدعاة السابقين أيضًا في حصن أفيدا في عام 1578.
تدهورت صحة سيدنا داود بعد إصابة ساقه بمسمار. وتُوفي عن عمر يناهز 67 عامًا.

## الجدل حول الخلافة
أصبح سيدنا داود الداعي المطلق عام 975 هـ الموافق 1539 م. إن فترة دعوته كانت من سنة 975-999هـ / 1568-1591م (23 سنة).
وفقًا للبهرة الداوودية والبهرة العلوية، منح سيدنا داود بن مولاي عجب شاه نصًَّا إلى سيدنا داود بن قطب شاه ليكون الداعي السابع والعشرين، بينما يعتقد أفراد البهرة السليمانية أن النص قد مُنح إلى سليمان بن حسن.

## معرض الصور

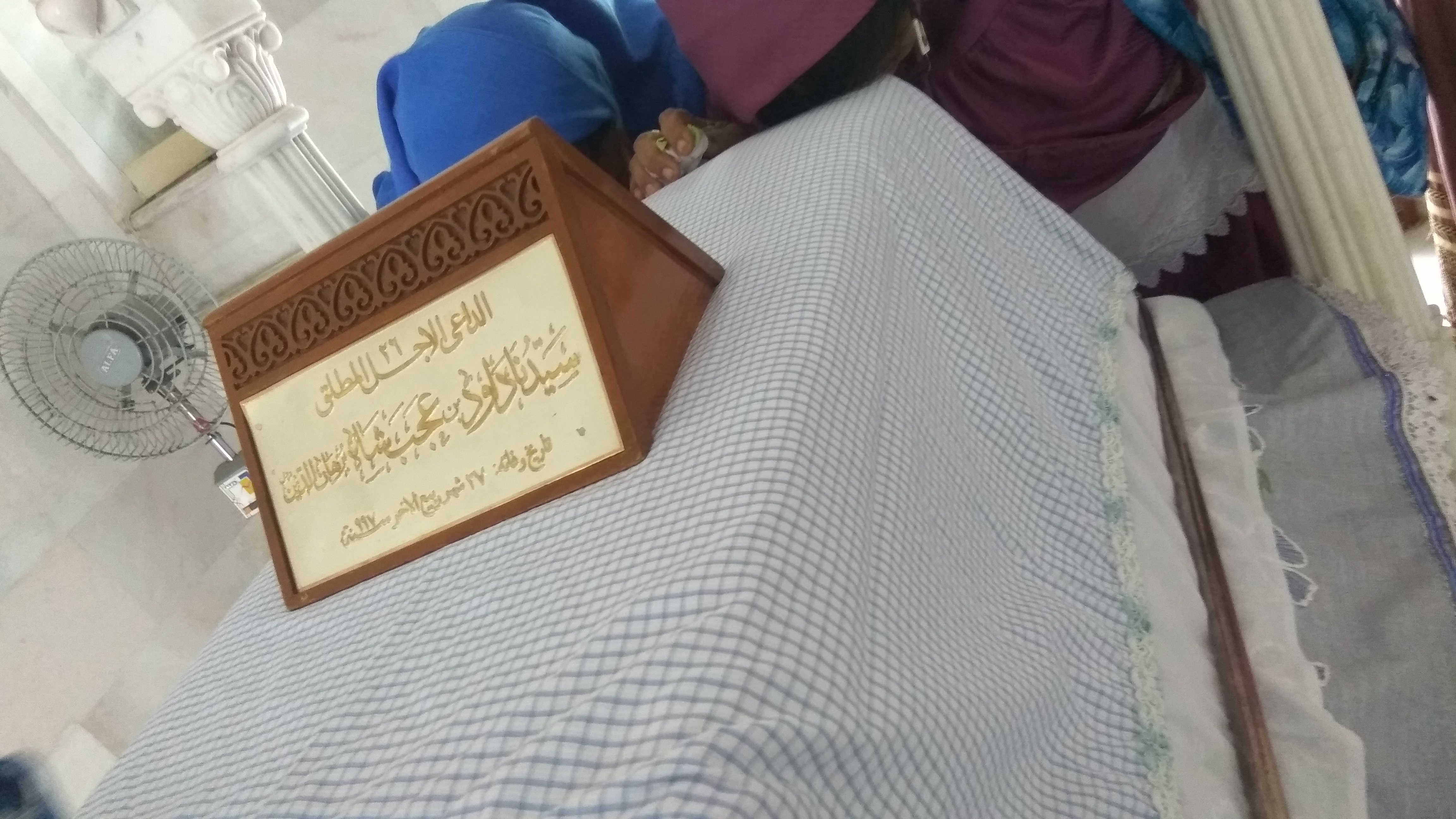
قبر الداعي السادس والعشرون سيدنا داود بن عجب شاه
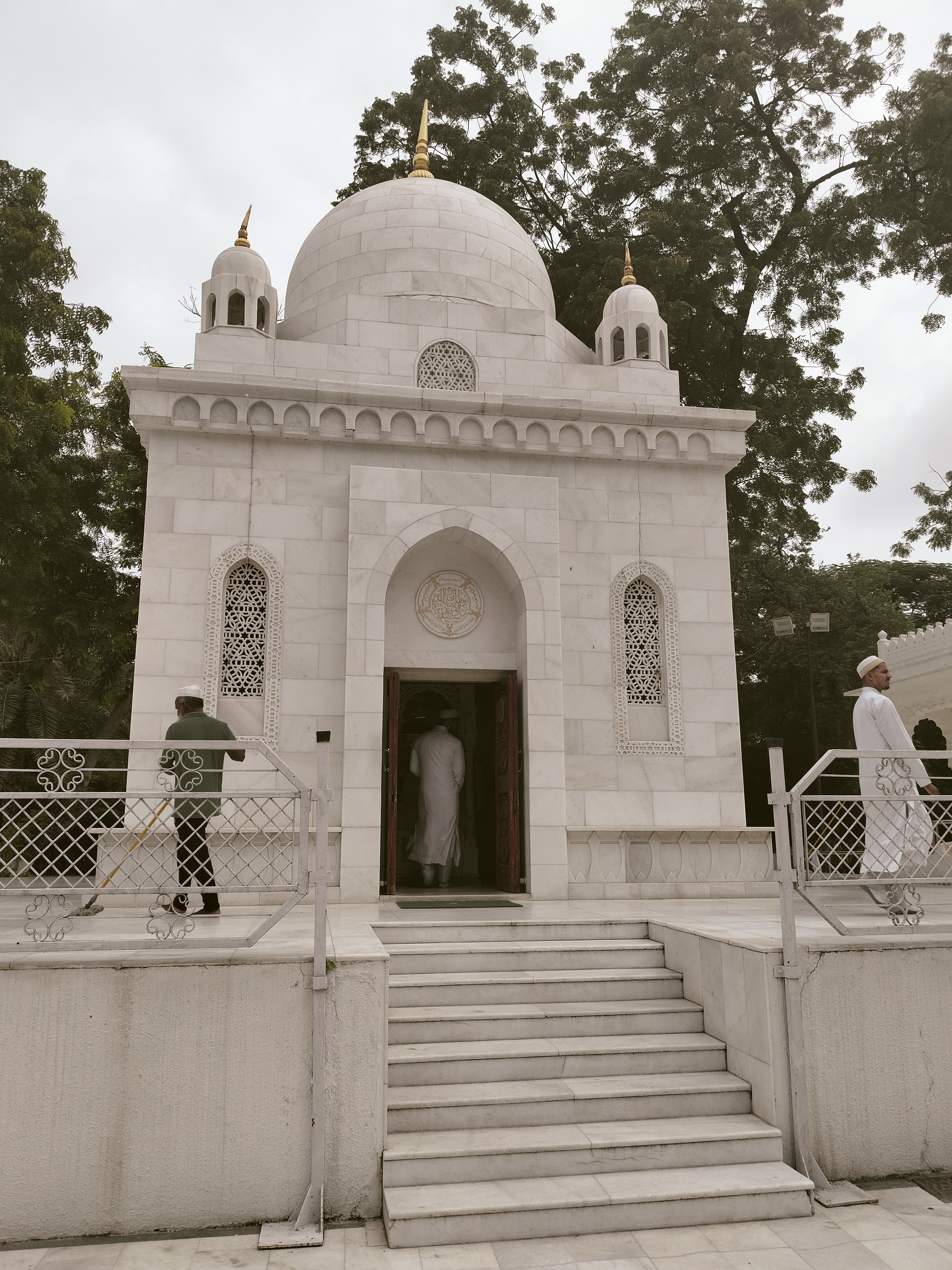
قبر الداعي السادس والعشرون سيدنا داود بن عجب شاه من الخارج

## قراءة إضافية
- دفتري، فرهاد، الإسماعيليون وتاريخهم وعقيدتهم (فصل -الإسماعيلية المستعلية-ص 11). 300-310)
- ليثان، يونغ، الدين، التعلم والعلم
- باخاراش، جوزيف دبليو ميري، الحضارة الإسلامية في العصور الوسطى

| ألقاب شيعيَّة                                                      | ألقاب شيعيَّة                                           | ألقاب شيعيَّة           |
| ---------------------------------------------------------------- | ----------------------------------------------------- | --------------------- |
| داوود بن عجب شاه الداعي المطلق توفي: 27 ربيع الآخر 999 هـ/1591 م |                                                       |                       |
| سبقه جلال شمس الدين بن حسن                                       | الداعي المطلق السادس والعشرون 975–999 هـ/ 1568–1591 م | تبعه داوود بن قطب شاه |